# Панель екрана
Панель екрана (англ. screen panel) — область на екрані дисплея, обмежена рамкою та призначена для розміщення певної інформації. На ній зазвичай зображені піктограми та кнопки управління процесами обробки даних.
На екрані часто розміщені декілька панелей. Зокрема, панель інструментів має кнопки запуску програм, за допомогою яких комп'ютер здійснює створення, збереження та друк документів. Панель інструментів має кнопки налаштувань операційної системи та середовища користувача.
За призначенням кнопки панелі поділяються на:
- кнопки обробки та передачі даних;
- кнопки інструментальних засобів;
- кнопки управління параметрами комп'ютера